# エミー・ローズ
エミー・ローズ（Amy Rose）は、セガグループ（セガゲームス、セガ・インタラクティブ）のビデオゲーム「ソニックシリーズ」に登場する架空のキャラクター。初登場は1992年4月号から1993年8月号の小学館の学習雑誌各誌に連載された寺田憲史原案の漫画『ソニック・ザ・ヘッジホッグ』、並びに寺田憲史著作の小説作品『ソニックの大冒険』である。ゲーム作品での初登場はソニックシリーズの第3作目にあたり、1993年9月23日に発売されたメガドライブの周辺機器メガCD用ソフト『ソニック・ザ・ヘッジホッグCD』で、ハリネズミを擬人化したキャラクターである。

## プロフィール
- 本名 エミー・ローズ(Amy Rose)
- 愛称 ロージー・ザ・ラスカル(Rosy the Rascal)（旧シリーズのみ）
- 性別：女
- 種別：ハリネズミ
- 年齢：12歳 （旧シリーズでは8歳）
- 身長：90cm
- 体重：秘密（ヒ・ミ・ツ！）
- 好きなもの：ソフトクリーム
- 嫌いなもの：退屈
- 特技：カード占い、ダウジング、ピコピコハンマー
- 一人称：あたし[注 2]

## 概要
ソニックシリーズにおけるメインヒロインの一人であるピンク色のハリネズミの女の子（『ソニックX』第2期でも自分がヒロインだと主張した）。ソニックのことが大好きで、「ソニックのガールフレンド」を自称し、いつもソニックを追い掛け回し、結婚を迫るキャラクターとして描かれている。
メガドライブ・セガサターン版とソニックアドベンチャーシリーズ以降とは設定が大きく異なっているキャラクターであり、現行の設定では年齢は12歳、髪型はショートヘア、着ている服は赤いドレスで、ブーツを履いているが、初期の設定では年齢は8歳、髪型はソニックと同じ、緑の服（ソニックドリフト2では青い服）とオレンジのスカートを纏っており、スニーカーを履いていた。またこの頃は「ロージー・ザ・ラスカル」というニックネームが存在していたが、現在では使用されていない。最大の違いは、ソニックのことを「ソニックさま」と呼び、丁寧な口調で話していたことである。

## 人物
常に元気一杯、思い込みは激しいが優しく純粋な心の持ち主（『ソニックX』では怒ると怖いという勝気な性格が加わり、原作ゲームへ逆輸入された）。しばしば、Dr.エッグマンに人質にされる事がある。
自称「ソニックのガールフレンド」で、ソニックをいつも「ボーイフレンド」だと主張するが、エミーの一方的な片思いである。ソニック自身も彼女のことは決して嫌いではないがしつこくされるので苦手らしい。ただし、『ソニッククロニクル 闇次元からの侵略者』では、デクスターというボーイフレンドが出来たと嘘をついてソニックに焼きもちを焼かせようとするという、今までとは違うアプローチをしていた。Xbox 360・PS3『ソニック ジェネレーションズ』では、誕生日プレゼントとしてソニックにキスをしようとしたがソニック本人により阻止された。なお、クラシックソニックを見た彼女は幼かったため、「いつもより若く見える」と話した。またWii・Xbox 360・PS3『ソニック ワールドアドベンチャー』においては、ソニックがウェアホッグ化している姿に出会った際、エミーはそれがソニックだと気付かずそっけない態度で接したため、ソニックがすっかり落ち込んでその場を去るというそれまでにない展開も見られた。
現在は、ステーションスクエアのダウンタウンアパートで一人暮らしをしている。ソニック同様、退屈が大嫌い。ピコピコハンマーを護身用に携帯しており、怒ったときはハンマーを振り回して暴走する。ソニックもエミーのハンマーは苦手な様子。趣味はカード占いとダウジングで、ソフトクリームが好きと、女の子らしいところもある。
いちおうヒロインだが、ブレイズやクリームなど他の女性キャラが目立ったり、エリスやシャーラなど他のゲストキャラにヒロインの座を取られてしまうことが多い。しかし、人類滅亡を企むシャドウを説得して改心させたり、シルバーとソニックの架け橋になったりするなど重要な役割を果たすこともある。
ソニックシリーズのキャラクターの中では、クリームと仲がよく、クリームとともに行動することが多い（ソニックとテイルスの関係に近い）。
初登場となる小学館の学習雑誌各誌に連載された漫画、並びに小説作品では単にエミー（エイミー）と呼ばれ、主人公ニッキのガールフレンドとして登場している。年齢については、作中の描写を見る限りニッキとエミーは同級生のようであるので、ニッキと同じく10歳と思われる。これらの作品群は世界観を共通しており、ソニックは現実世界の住人ではなく、ニッキが16歳になったときの未来の姿である。しかしそのことはエミーは勿論、ニッキ自身も知らない。エミーが町の不良やDr.エッグマンに狙われ、そこにソニックが助けに現れるという構図が見受けられる一方で、エミーに現在のようなボーイッシュな面や戦闘能力は見られない。1992年度の『ソニックの大冒険』の結末は、弱虫だったニッキがソニックの影響を受けたのか、高い木に引っかかったエミーを助けようと木に登ろうとする場面で締められている。一方で1993年度の『ソニックの大冒険』はニッキの父親とソニックの関係に焦点が当てられており、エミーの出番は少ない。
イギリス版コミックでは第21話で初登場。Dr.エッグマン（Dr.ロボトニック）の手によって拉致されてしまい、ロボットに改造されそうな所でソニックが率いるフリーダムファイターズによって助けられ、彼女もフリーダムファイターズのメンバーの一員となる。初期こそは緑色の服とオレンジ色のスカートを着用していたが中期以降に差し掛かると服装もほぼ設定がなされておらず、回によってスカートではなくズボンを穿いていた事もあり、ボーイッシュな性格とスタイルが強調され（原作ゲームと同様、当然ソニックへの恋心は抱いている）。ボウガンや弓矢を護身用に携帯している。ソニックの不在時にはフリーダムファイターズの代行リーダーを務めている。元の色は過去の頃のソニックと同様、茶色である事実が明かされているが、Dr.ロボトニックによって反応炉の中に投げ込まれた事もあって現在のピンク色になった事が明かされた。なおイギリス版コミックにおいてはヒロインキャラとしての人気を誇り、一時的に彼女を主人公にしたスピンオフコミックまで連載されていた。
「マリオ&ソニック AT ロンドンオリンピック」のエピソードモードではデイジーと行動している。事件前日が描かれた外伝では、ピーチやブレイズとともに招待状を作っているが途中で「ソニックに直接出したい」と言い出し、ブレイズと勝負するもエッグマンの招待状が飛ばされてしまう。エッグマンのことを嫌っているためか一度は「悪さする」からという理由でキノピオ達ともに後回しにしようとするがピーチやブレイズに「いくら悪さしているからって後回しにするのはよくない」と諭され、「自分がワガママを言ったせいだから」と責任を感じており、手作りで作り直す。途中で参加してきたデイジーにショッピングの誘われ行こうとが再びブレイズ達と対立し、勝負に敗北し、作業を続けるも風でエッグマンの招待状に加え、クッパの招待状まで池に飛ばされてしまい、ピーチとともに作り直す。今度はサボっていないか様子を見に来たエッグマン達と出会い、招待状をすぐに渡すよう要求され、勝負を受け、勝利するも2人の気持ちを察し、招待状を用意する。しかし、既にキノピオ達が持っていてしまい、途中で落ちていたのが自分たちのであるとは気づかず、字が汚かったため、ソニック達へのラブレターと勘違いしてしまったエッグマン達が持っていてしまう。結果、2人の様子を見ていたキノピオ達の話で運良く2人に招待状が届いた解釈したため、お互い、真相を知らず事件が起きてしまった。

## 能力
エミーの能力として最も有名なのはピコピコハンマーである。どこに隠しているのかは不明であるが、自分の体ほどもある巨大なハンマーを瞬時に取り出して攻撃できる。これは、旧シリーズの時点ですでに有していた能力である。彼女がゲームに登場した場合、ほぼ必ずハンマーを振り回すところが描写される。『ソニックヒーローズ』などではプロペラハンマーなどの別のハンマーを出す事もある。『ソニックラッシュ』や『ソニックと暗黒の騎士』のエンディングのように、理屈は定かではないが突如としてハンマーが巨大化することもある。エッグマンのロボットを倒すなどするため、その威力はナックルズの拳すら上回るという説もあり、ソニックもハンマーを振り回すエミーからは逃げるしかない様子。
しかし、テイルスのプロペラ飛行やナックルズの滑空のような、移動系の能力はあまり一貫していない。エミーが本格的にレギュラー化・プレイヤー化したのはソニックアドベンチャーからであり、ソニックに近いスピードで走れることもあれば、テイルスよりもスピードが遅い作品もある。また、スピン攻撃ができる作品とできない作品がある。他にも、二段ジャンプや空中ダッシュ、風船飛行、ステルス等、作品によってさまざまな能力を見せるキャラクターである。『マリオ＆ソニック』シリーズでもオールラウンドタイプとして登場している。
設定上の能力となっているカード占いとダウジングは『ソニックバトル』でソニックの居場所をカード占いとダウジングで突き止める描写があるくらいでほとんど登場しなかったが、『ソニッククロニクル 闇次元からの侵略者』ではパワームーブのひとつとしてタロットカードが登場。敵1体に呪いをかけ、運の良さを下げることができる。

## 声優
『ソニックアドベンチャー』より声優による演出が追加された。基本的に川田妙子が演じているが、『ソニックシャッフル』のみ川田の産休のため本井えみが演じている。

## その他のエミー
ストーリーブックシリーズではあくまで「良く似た人物」であり、本人ではない。特記の無い場合、声優は川田妙子。
- 湖の貴婦人ニミュエ（ソニックと暗黒の騎士）

城下に住めない、貧しい人々が住む集落の森の奥にひっそりと暮らす貴婦人で、エクスカリバーの鞘の元の持ち主。外見はエミーにそっくりだが、口調は貴婦人そのもの。アーサー王を倒す術を知るため訪れたソニックに、鞘を持つにふさわしいか確かめるため3つの試練を与える。それなりの魔力を持っているようで、彼女が住む湖には不思議な魔法がかかっている模様。また変化術もすることができ、これでソニックの慈悲の心を試した。
試練を乗り越えたソニックを真の騎士と認め、鞘の力を封印する術を教え、やがて彼はアーサー王を倒した。だが、魔術師マリーナがその鞘を使って永遠不滅の王国を作るため、黄泉の空間とも言える『暗き洞』を解放させた。これに気づいたニミュエは、ソニックと円卓の騎士達の前に現れ、各地に眠る『結界の石碑』の存在を教える。そしてその力を引き出すためには、ソニックが持つ聖剣カリバーン、円卓の騎士達が愛用していた聖なる武具の力が必要だと助言する。こうして、彼らの活躍によって結界を張る事に成功したが、それだけでは『暗き洞』の広がりを止められなかった。だが、ソニックとカリバーンの活躍により暴走は止まり、国と人々は救われた。
以上の点から、今作の重要なキーパーソンとも言うべき人物。魔道師マリーナが、王の正体と『暗き洞』の存在と解放する術を知っていたのに対し、彼女は、黄泉の力を封印する術と『エクスカリバー』の存在（正体）を知っていたことから、マリーナとは対極の位置に存在する人物でもある。
- クラシックエミー（ソニックスーパースターズ）

声 - なし
過去世界のエミー。メガドライブ版・セガサターン版のキャラクターデザインに準じており、ソニックと同じ髪型に緑の服、オレンジのスカート、薄い青色を基調としたスニーカーを履いている。身長70cm。「ロージー・ザ・ラスカル」のニックネームは使用されず、現在と同じく本名で呼ばれる。明るく元気で行動力も高いが、優しい心の持ち主でもある。モダンと同じくピコピコハンマーを武器とする。
アニメ『ソニックマニア アドベンチャーズ』の第6話（特別編）にも登場。雪の降るジャングルの中でメタルソニックに遭遇し、彼をエッグマンの元に連れていく優しさを見せている。